# Manuel Escandón y Barrón
José Manuel Escandón y Barrón Marqués de Villavieja (n. 13 de agosto de 1857; Ciudad de México - m. 13 de diciembre de 1940; Ciudad de México) fue un jugador de polo mexicano en los Juegos Olímpicos de París 1900. Se casó con una miembro de la nobleza española y se convirtió en consorte Marqués de Villavieja, título por el que era ampliamente conocido.

## Biografía
Nació en la Ciudad de México y era hermano menor de Pablo Escandón y Barrón y hermano mayor de Eustaquio Escandón y Barrón.
En París 1900 formó parte de la selección mexicana de polo que obtuvo la medalla de bronce. Jugó junto con sus dos hermanos y William Hayden Wright.
El torneo de polo de ese año contó con cinco equipos compitiendo, la mayoría de nacionalidades mixtas, fueron el Bagatelle Polo Club de París, BLO Polo Club Rugby, Compiégne Polo Club, los eventuales ganadores Foxhunters Hurlingham y el equipo mexicano (el único sin nombre de equipo, pero que suele ser referido por algunas fuentes como "Norteamérica").
A pesar de perder su único partido contra el BLO Polo Club Rugby, quedaron empatados con el Bagatelle Polo Club de París, y como las reglas no estipulaban un desempate por el tercer puesto, ambos se adjudicaron el tercer lugar, sin embargo, su medalla de bronce no se reconoció hasta tiempo después, ya que en aquel entonces los ganadores recibían una medalla de plata en lugar de la actual de oro y era el segundo lugar el que recibía el bronce, pero cuando se establecieron las reglas actuales, se actualizaron los resultados anteriores y se entregaron oficialmente las medallas.